# Pulitzer-Preis 1951
Der Pulitzer-Preis 1951 war die 35. Verleihung des renommierten US-amerikanischen Literaturpreises. Es wurden Preise in 11 der 13 Kategorien im Bereich Journalismus und dem Bereich Literatur, Theater und Musik vergeben.
Die Jury des Pulitzer-Preises bestand aus 15 Personen, unter anderem Joseph Pulitzer, Sohn des Pulitzer-Preis-Stifters und Herausgeber des St. Louis Post-Dispatch und Grayson Kirk, Präsident der Columbia-Universität.
An Personen die in der Jury des Pulitzer-Preises sitzen werden keine Auszeichnungen vergeben, daher wurde im Jahr 1951 in der Kategorie Berichterstattung im Inland keine Auszeichnung verliehen, stattdessen wurde das Jurymitglied Arthur Krock mit dem Sonderpreis ausgezeichnet.

## Preisträger
| Kategorie                                           | Preisträger                                                                                | Begründung |
| --------------------------------------------------- | ------------------------------------------------------------------------------------------ | --- |
| Dienst an der Öffentlichkeit (Public Service)       | The Miami Herald und Brooklyn Eagle                                                        | Preis verliehen für die Berichterstattung über Verbrechen. |
| Lokale Berichterstattung (Local Reporting)          | Edward S. Montgomery, San Francisco Examiner                                               | Preis verliehen für seinen Artikel über Steuerbetrug, die zu Verwerfungen im Bureau of Internal Revenue führte.                                                         |
| Berichterstattung im Inland (National Reporting)    | nicht vergeben                                                                             | nicht vergeben |
| Auslandsberichterstattung (International Reporting) | Keyes Beech, Homer Bigart, Marguerite Higgins, Relman Morin, Fred Sparks und Don Whitehead | Preis verliehen für die Berichterstattung aus dem Koreakrieg. |
| Leitartikel (Editorial Writing)                     | William Harry Fitzpatrick, New Orleans States                                              | Preis verliehen für die Artikel die die Probleme der Verfassung analysieren unter dem Titel Government by Treaty.                                                       |
| Karikatur (Editorial Cartooning)                    | Reg Manning, Arizona Republic                                                              | Preis verliehen für Hats. |
| Fotografie (Photography)                            | Max Desfor, Associated Press                                                               | Preis verliehen für die fotografische Berichterstattung aus dem Koreakrieg, am Beispiel der Fotografie mit dem Titel Flight of Refugees Across Wrecked Bridge in Korea. |

| Kategorie                                                   | Preisträger                                                      |
| ----------------------------------------------------------- | ---------------------------------------------------------------- |
| Belletristik (Fiction)                                      | The Town von Conrad Richter                                      |
| Theater (Drama)                                             | nicht vergeben                                                   |
| Geschichte (History)                                        | The Old Northwest, Pioneer Period 1815–1840 von R. Carlyle Buley |
| Biographie oder Autobiographie (Biography or Autobiography) | John C. Calhoun: American Portrait von Margaret Louise Coit      |
| Dichtung (Poetry)                                           | Complete Poems von Carl Sandburg                                 |
| Musik (Music)                                               | Musik der Oper Giants in the Earth von Douglas S. Moore          |

Sonderpreis (Special Awards and Citations)
- Arthur Krock von der New York Times für sein Exklusivinterview mit Präsident Truman.
- Cyrus L. Sulzberger von der New York Times für sein Exklusivinterview mit Erzbischof Stepinac.